# Balvan Lauču
Balvan Lauču/Lauči, lotyšsky Lauču akmens nebo Lialais Lauču akmens (Velký balvan Lauču), je velký bludný balvan na pobřeží Rižského zálivu Baltského moře. Nachází se na pláži u vesnice Vārzas v kraji Limbaži v oblasti Vidzeme v Lotyšsku.

## Geologie a historie
Turisticky atraktivní bludný balvan Lauču byl na místo dopraven ledovcem z jihozápadního Finska z oblasti Vyborského masivu v době ledové. Později, v roce 1853 byl balvan během zimní bouře ledovcem vytlačen na pobřeží. Je tvořen červenou žulou. Kulatý tvar balvanu, tzv. rapakivi tvar, je utvářen především vodními vlnami a působením mořských solí. V roce 2001 byl prohlášen za národní památku Lotyšska.
| Největší obvod balvanu | 12,25 m   |
| Objem balvanu          | cca 24 m3 |
| Hmotnost               | cca 70 t  |

## Galerie

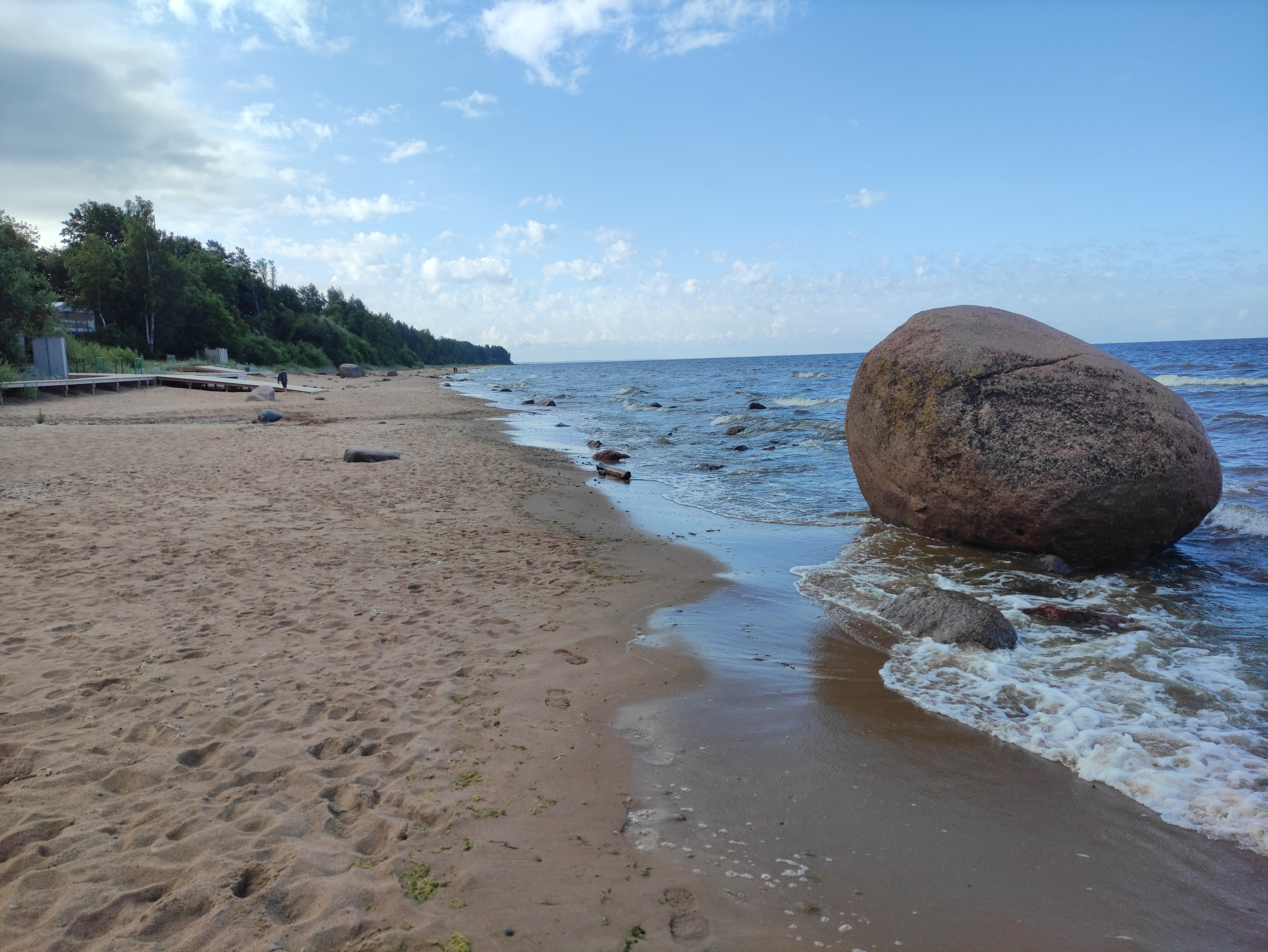
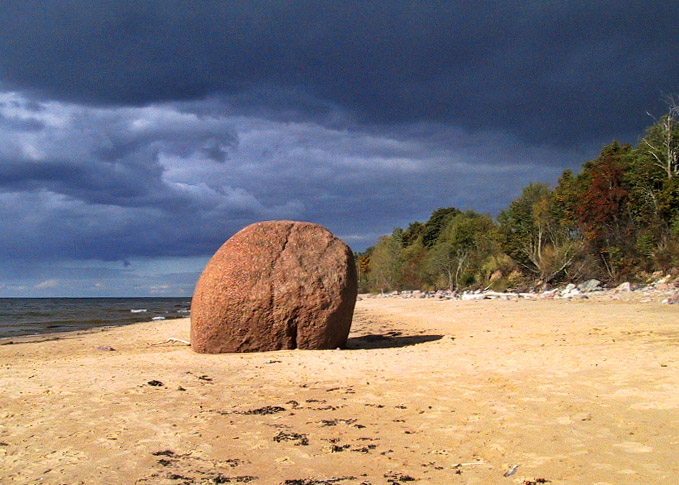
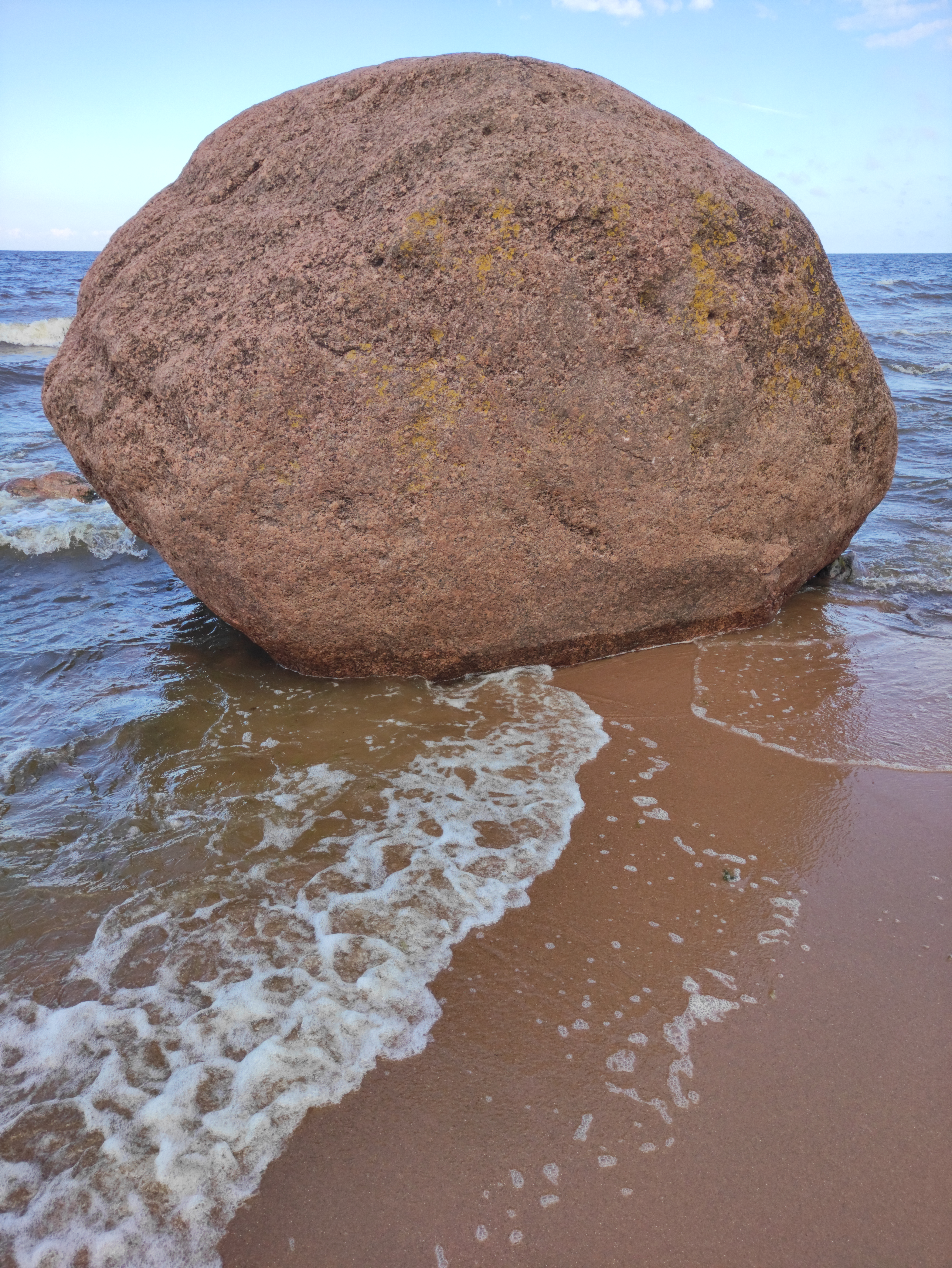
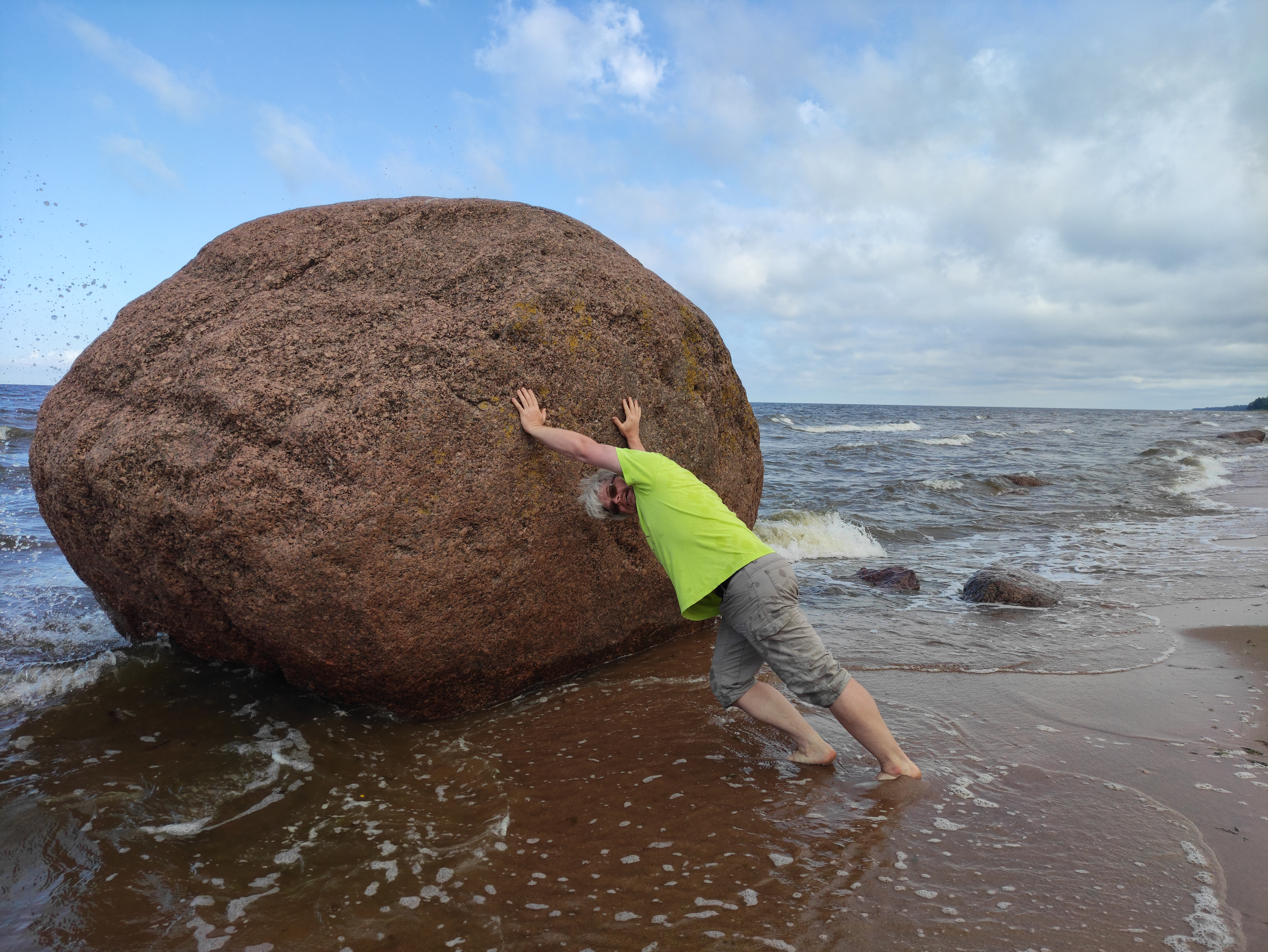

## Další informace
Poblíž se nachází menší bludný balvan Mazais Lauču akmens.
Místo je celoročně volně přístupné. V blízkosti se také nachází restaurace, hotely a kempink.